# Akune

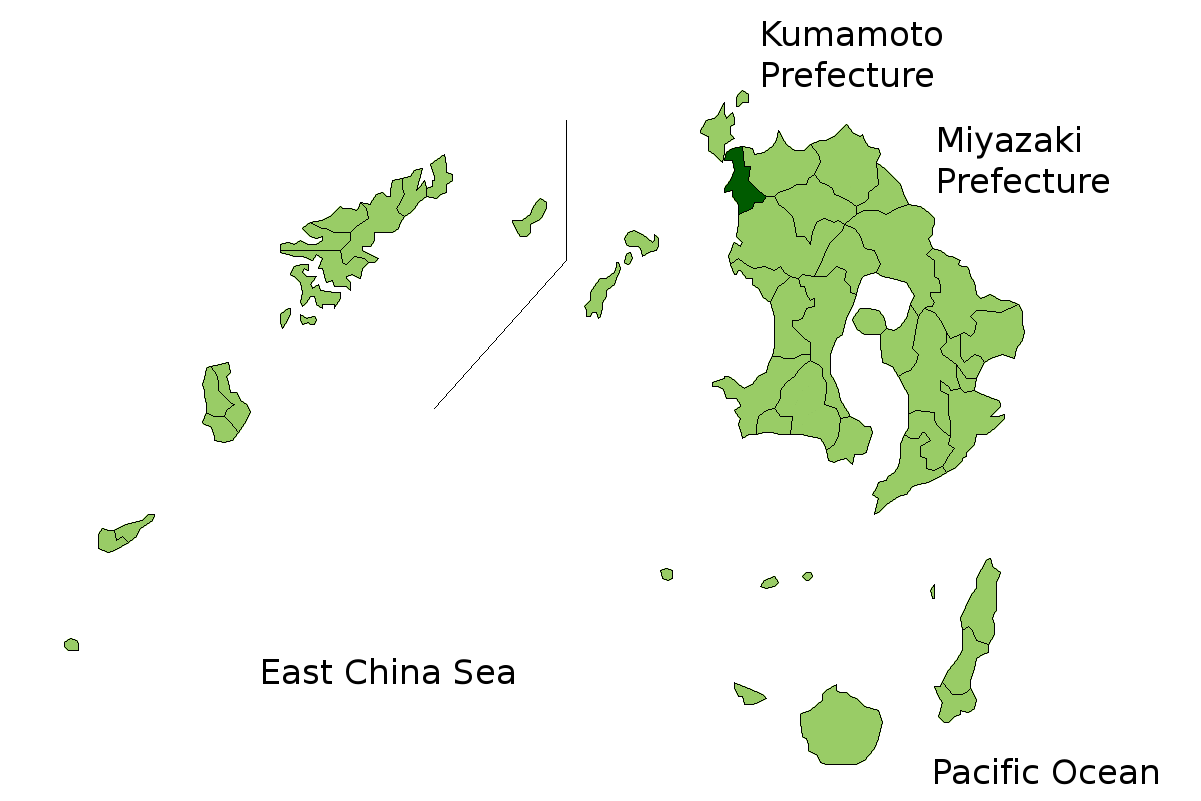
Poloha města Akune na mapě prefektury Kagošima

Akune (japonsky: 阿久根市; Akune-ši) je město ležící v japonské prefektuře Kagošima.
Město vzniklo 1. dubna 1952.
K 1. březnu 2008 mělo město 24 126 obyvatel. Jeho celková rozloha je 134,30 km².